# 雷·贝克特
雷·贝克特（英語：Ray Beckett）英国音频工程师。他赢得过1次奥斯卡最佳音响效果奖。自1977年起，贝克特参与制作了40多部电影。

## 部分影视作品
贝克特赢得过1次奥斯卡金像奖。
获奖
- 拆弹部队 (2009)[1]

其它
- 科里奥兰纳斯 (2011)
- 猎杀本·拉登 (2012)